# Mecanica cuantică a călătoriei în timp
Studiul teoretic al călătoriei în timp urmează în general legile relativității generale. Mecanica cuantică necesită ca fizicienii să rezolve ecuații care descriu modul în care se comportă probabilitățile de-a lungul curbelor de timp închise (CTI-uri), care sunt bucle teoretice în spațiu-timp care ar putea face posibilă călătoria în timp.
În anii 1980, Igor Novikov a propus principiul auto-consistenței. Conform acestui principiu, orice schimbări făcute de un călător în timp în trecut nu trebuie să creeze paradoxuri istorice. Dacă un călător în timp încearcă să schimbe trecutul, legile fizicii vor asigura că evenimentele se desfășoară într-un mod care evită paradoxurile. Aceasta înseamnă că, deși un călător în timp poate influența evenimentele din trecut, aceste influențe trebuie să conducă în cele din urmă la o narațiune istorică coerentă.
Cu toate acestea, principiul autoconsistenței lui Novikov a fost dezbătut în legătură cu anumite interpretări ale mecanicii cuantice. Mai exact, ridică întrebări cu privire la modul în care interacționează cu principii fundamentale precum unitaritatea și liniaritatea. Unitaritatea garantează că probabilitatea totală a tuturor rezultatelor posibile într-un sistem cuantic este întotdeauna egală cu 1, păstrând predictibilitatea evenimentelor cuantice. Linearitatea asigură că evoluția cuantică păstrează superpozițiile, permițând sistemelor cuantice să existe în mai multe stări simultan.
Există două abordări principale pentru a explica călătoria în timp cuantică, încorporând în același timp principiul auto-consistenței lui Novikov.  Prima abordare utilizează matrici de densitate pentru a descrie probabilitățile diferitelor rezultate în sistemele cuantice, oferind un cadru statistic care poate ține cont de constrângerile CTI-urilor. A doua abordare implică vectori de stare, care descriu starea cuantică a unui sistem. Ambele abordări pot conduce la o înțelegere a modului în care călătoria în timp ar putea fi reconciliată cu mecanica cuantică, deși pot introduce concepte care pun la îndoială înțelegerea convențională a acestor teorii.

## Propunerea lui Deutsch pentru curbe de timp închise (CTI-uri)
În 1991, David Deutsch⁠(d) a propus o metodă de explicare a modului în care sistemele cuantice interacționează cu curbele de timp închise (CTI-uri) utilizând ecuațiile de evoluție temporală. Această metodă își propune să abordeze paradoxuri precum paradoxul bunicului, care sugerează că un călător în timp care își oprește propria naștere ar crea o contradicție. O interpretare a abordării lui Deutsch este că aceasta permite auto-consistența fără a implica în mod necesar existența unui univers paralel.

### Prezentare generală a metodei
Pentru a analiza sistemul, Deutsch l-a împărțit în două părți: un subsistem în afara CTI-ului și CTI-ul în sine. Pentru a descrie evoluția combinată a ambelor părți în timp, el a folosit un operator unitar (U). Această abordare se bazează pe un cadru matematic specific pentru a descrie sistemele cuantice. Starea generală este reprezentată prin combinarea matricilor de densitate (ρ) atât pentru subsistem, cât și pentru CTI, utilizând un produs tensorial (⊗). În mod notabil, Deutsch a presupus că nu există nicio corelație inițială între aceste două părți. Deși această presupunere încalcă simetria temporală (adică legile fizicii nu s-ar comporta la fel înainte și înapoi în timp), Deutsch o justifică folosind argumente din teoria măsurii și a doua lege a termodinamicii.
Propunerea lui Deutsch utilizează următoarea ecuație cheie pentru a descrie matricea de densitate cu punct fix (ρCTI) pentru CTI:
{\displaystyle \rho _{\text{CTI}}={\text{Tr}}_{A}\left[U\left(\rho _{A}\otimes \rho _{\text{CTI}}\right)U^{\dagger }\right]} .
Evoluția unitară care implică atât CTI-ul, cât și subsistemul extern determină matricea de densitate a CTI-ului ca un punct fix, așa cum este reprezentat de această ecuație. Operația de trasă ({\displaystyle {Tr}_{A}}) indică faptul că luăm în considerare trasa parțială asupra subsistemului din afara CTI-ului, concentrându-ne asupra stării CTI-ului în sine.

### Asigurarea auto-consistenței
Propunerea lui Deutsch asigură faptul că CTI-ul revine întotdeauna la o stare auto-consistentă după o buclă. Aceasta înseamnă că starea generală a CTI-ului rămâne consistentă. Cu toate acestea, acest lucru ridică îngrijorări. Dacă un sistem își păstrează amintirile după ce călătorește prin CTI, ar putea crea scenarii complexe în care pare să fi experimentat diferite posibile trecuturi.
În plus, metoda lui Deutsch s-ar putea să nu funcționeze cu calculele probabilistice comune în mecanica cuantică, cum ar fi integralele de cale, decât dacă ținem cont de șansa ca sistemul să treacă prin diferite căi care duc toate la același rezultat. De asemenea, pot exista mai multe soluții (puncte fixe) pentru starea sistemului după buclă, introducând o formă aleatorie (nondeterminism). Deutsch a sugerat utilizarea soluției cu cea mai mare entropie, ceea ce se aliniază cu tendința naturală a sistemelor de a evolua către stări cu entropie mai mare.
Pentru a calcula starea finală în afara CTI-ului, o operație matematică specifică (trasă) ia în considerare doar starea sistemului extern după evoluția combinată atât a sistemului extern, cât și a CTI-ului. Produsul tensorial (⊗) al matricilor de densitate pentru ambele sisteme descrie această evoluție combinată. Apoi, un operator unitar de evoluție în timp (U) este aplicat întregului sistem.

### Implicații și critici
Abordarea lui Deutsch are implicații interesante pentru paradoxuri precum paradoxul bunicului. Să considerăm un scenariu în care totul, cu excepția unui singur qubit cuantic, călătorește printr-o mașină a timpului și își inversează valoarea conform unui operator specific:
{\displaystyle U={\begin{pmatrix}0&1\\1&0\end{pmatrix}}} .
Deutsch susține că soluția care maximizează entropia von Neumann (o măsură a cât de amestecată este informația din qubit) este cea mai relevantă. În acest caz, qubit-ul devine un amestec de a începe la 0 și de a termina la 1 sau invers. Interpretarea lui Deutsch, care se poate alinia cu interpretarea multiple-lumi asupra mecanicii cuantice, evită paradoxurile deoarece qubit-ul călătorește într-un alt univers paralel după interacțiunea cu CTI-ul.
Cercetătorii au explorat potențialul ideilor lui Deutsch. Călătoria în timp folosind CTI-uri a lui Deutsch, dacă este posibilă, ar putea permite computerelor de lângă o mașină a timpului să rezolve probleme mult dincolo de computerele clasice, dar fezabilitatea CTI-urilor și a călătoriilor în timp rămâne un subiect de dezbatere și sunt necesare cercetări suplimentare.
În ciuda naturii sale teoretice, propunerea lui Deutsch a fost supusă unor critici semnificative. De exemplu, Tolksdorf și Verch au demonstrat că sistemele cuantice fără CTI-uri pot obține în continuare criteriul lui Deutsch cu o precizie ridicată. Această constatare pune la îndoială unicitatea criteriului lui Deutsch pentru simulările cuantice ale CTI-urilor, așa cum este teoretizat în relativitatea generală. Cercetările lor au arătat că sistemele clasice guvernate de mecanica statistică ar putea îndeplini, de asemenea, aceste criterii, ceea ce implică faptul că particularitățile atribuite mecanicii cuantice ar putea să nu fie esențiale pentru simularea CTI-urilor. Pe baza acestor rezultate, se pare că criteriul lui Deutsch nu este specific mecanicii cuantice și poate să nu fie o modalitate bună de a afla despre posibilitățile călătoriilor în timp reale sau despre modul în care mecanica cuantică ar putea face posibil acest lucru. În consecință, Tolksdorf și Verch susțin că descoperirile lor pun la îndoială validitatea explicației lui Deutsch a scenariului său de călătorie în timp folosind interpretarea multiple-lumi.

## Propunerea lui Lloyd: Post-selecție și călătorie în timp cu CTI-uri
Seth Lloyd⁠(d) a propus o abordare alternativă a călătoriilor în timp cu curbe de timp închise (CTI-uri), bazată pe „post-selecție” și integrale de cale. Integralele de cale sunt un instrument puternic în mecanica cuantică care implică însumarea probabilităților pentru toate modalitățile posibile în care un sistem ar putea evolua, chiar dacă aceste căi nu urmează strict o singură linie temporală. Spre deosebire de abordările clasice, integralele de cale permit istorii coerente chiar și cu CTI-uri. Lloyd susține că concentrarea asupra stării sistemului din afara CTI-ului este mai relevantă.
El propune o ecuație care explică transformarea matricei de densitate, care reprezintă starea sistemului din afara CTI-ului, după o buclă temporală:
{\displaystyle \rho _{f}={\frac {C\rho _{i}C^{\dagger }}{{\text{Tr}}\left[C\rho _{i}C^{\dagger }\right]}}}, unde {\displaystyle C={\text{Tr}}_{\text{CTI}}\left[U\right]}.
În această ecuație:
- {\displaystyle \rho _{f}} este matricea de densitate a sistemului după interacțiunea cu CTI-ul.
- {\displaystyle \rho _{i}} este matricea de densitate inițială a sistemului înainte de bucla temporală.
- {\displaystyle C} este un operator de transformare derivat din operația de trasă asupra CTI-ului, aplicat operatorului unitar de evoluție {\displaystyle U}.

Transformarea se bazează pe trasă, o operație matematică specifică din cadrul CTI-ului care reduce o matrice complexă la un singur număr. Dacă acest termen de trasă este zero ( {\displaystyle {\text{Tr}}\left[C\rho _{i}C^{\dagger }\right]=0} ), ecuația nu are soluție, indicând o inconsecvență precum paradoxul bunicului. Dimpotrivă, o trasă diferită de zero duce la o soluție unică pentru starea sistemului extern.
Astfel, abordarea lui Lloyd asigură auto-consistența și evită paradoxurile prin permiterea doar a istoriilor consistente cu stările inițială și finală ale sistemului. Aceasta se aliniază cu conceptul de post-selecție, unde sunt luate în considerare doar anumite rezultate pe baza unor criterii predeterminate, filtrând efectiv scenariile paradoxale.

## Entropie și calcul
Michael Devin (2001) a propus un model care încorporează curbele de timp închise (CTI-uri) în termodinamică, sugerându-l ca o modalitate potențială de abordare a paradoxului bunicului. Acest model introduce un factor de „zgomot” pentru a ține seama de imperfecțiunile călătoriei în timp, propunând un cadru care ar putea contribui la atenuarea paradoxurilor.